# KK Cedevita Olimpija
KK Cedevita Olimpija es un equipo de baloncesto profesional de Eslovenia que juega en la Telemach League, la máxima categoría del baloncesto esloveno, en la ABA Liga y en la segunda competición europea, la Eurocup. Fue fundado el 8 de julio de 2019.

## Historia
El club surgió en 2019 fruto de la fusión del equipo esloveno del KK Olimpija, con sede en Ljubljana, y el club croata del KK Cedevita, de Zagreb, siendo la primera ocasión en la historia que dos clubes de diferentes países acaban siendo uno solo.
El Olimpija cuenta con 17 campeonatos eslovenos y 20 títulos de copa. El equipo fue también un referente en la extinta Liga Yugoslava de Baloncesto, en la que, liderados por Ivo Daneu, lograron seis títulos entre 1957 y 1970.
El Cedevita, por su parte, es el ganador de cinco ligas croatas y siete copas. Fue fundado en Zagreb en 1991 con la denominación de KK Botinec.

## Posiciones en liga
- 2020 ()

## Liga Adriática
- 2020 ()

## Palmarés

### Entrenadores destacados
- Slaven Rimac (2019–)